# Twin Brooks
Twin Brooks és una població dels Estats Units a l'estat de Dakota del Sud. Segons el cens del 2000 tenia 55 habitants.

## Demografia
Segons el cens del 2000, Twin Brooks tenia 55 habitants, 24 habitatges, i 18 famílies. La densitat de població era de 54,5 habitants per km².
Dels 24 habitatges en un 37,5% hi vivien nens de menys de 18 anys, en un 62,5% hi vivien parelles casades, en un 4,2% dones solteres, i en un 25% no eren unitats familiars. En el 20,8% dels habitatges hi vivien persones soles el 12,5% de les quals corresponia a persones de 65 anys o més que vivien soles. El nombre mitjà de persones vivint en cada habitatge era de 2,29 i el nombre mitjà de persones que vivien en cada família era de 2,61.
Per edats la població es repartia de la següent manera: un 23,6% tenia menys de 18 anys, un 3,6% entre 18 i 24, un 30,9% entre 25 i 44, un 23,6% de 45 a 60 i un 18,2% 65 anys o més.
L'edat mediana era de 43 anys. Per cada 100 dones de 18 o més anys hi havia 100 homes.
La renda mediana per habitatge era de 24.250 $ i la renda mediana per família de 34.063 $. Els homes tenien una renda mediana de 26.042 $ mentre que les dones 18.750 $. La renda per capita de la població era de 14.485 $. Entorn del 10,5% de les famílies i el 13,3% de la població estaven per davall del llindar de pobresa.

## Poblacions més properes
El següent diagrama mostra les poblacions més properes.